# Julieta Prandi
Julieta Laura Prandi (Buenos Aires, 20 de abril de 1981) es una actriz, modelo y presentadora argentina. Es conocida principalmente por su aparición en desfiles de moda y su actuación junto al comediante Guillermo Francella en el programa Poné a Francella. Desde 2020 conduce el programa vespertino Sarasa junto a Mariano Peluffo en la FM La 100.

## Trayectoria
Hija de Cristina Marta Caballero y Eduardo Prandi.
Desde pequeña, Julieta Prandi mostró sus talentos para el modelaje y la actuación, incluso pudiendo dedicar tiempo a escribir poemas. Escribió alrededor de 150, los cuales ha proyectado reunir en un libro de futura publicación. Luego de egresar de la escuela secundaria, en 1998, trabajó durante dos años como promotora de productos para obtener ingresos.

## Ámbito profesional
Luego de su trabajo como promotora, recibió una notificación de un casting en Martínez, Buenos Aires, al cual asistió con pocas expectativas. No obstante, fue seleccionada para una conocida publicidad, donde pudo conocer al empresario Ricardo Piñeiro, quien se convertiría en su representante.
Continuaría asistiendo a cástines y desfiles con éxito, y su fama se acrecentaría. Su salto a la fama y el inicio de su carrera actoral se produjo en 2001, cuando fue seleccionada para aparecer en el programa humorístico Poné a Francella, por la emisora Telefe, y que estaba protagonizado por la dupla comediante de Guillermo Francella y Florencia Peña, entre otros. A partir de su aparición en dicho popular programa, interpretando a July, en el sketch "La Nena", se hizo conocida a nivel nacional. También fue nominada al Premio Martín Fierro por el rubro "Revelación Femenina" en dicho año, aunque no obtuvo el galardón.
Su último trabajo como actriz en la televisión sería en la telenovela Franco Buenaventura, el profe, también por el canal Telefe. 
Durante el 2003 y 2004 trabajó junto a los comediantes y actores Freddy Villarreal, Pablo Granados y Pachu Peña en la tira cómica de No hay 2 sin 3. A medida que consiguió fama en Perú, entró a la televisión nacional con el programa también cómico A reír.
En 2006, participó en la tercera edición del segmento Bailando por un sueño del programa ShowMatch, de Canal 13, conducido por Marcelo Tinelli. A la par, fue invitada al festival Perú Fashion Night, junto con modelos peruanas para el canal Fashion TV.
En 2007, fue la conductora de Coronados de Gloria, junto al Chino Volpato, que se emitió por Canal 9.
En 2008, comienza a conducir Zapping, junto a Guillermo López.
El 31 de marzo de 2012, después de cuatro años, Zapping, el programa que la tuvo como coconductora junto a Guillermo López en las primeras tres temporadas y a Horacio Cabak en la última, termina. Hizo popularmente conocida la frase del programa en el cual Guillermo López decía "no te estás perdiendo un programa, estás viendo" y Prandi cerraba la frase en forma sensual diciendo "todos".
El 5 de mayo de 2012, comenzó Gracias por venir, gracias por estar, junto a Gerardo Rozín, un programa de homenajes de Telefe. Debido a la gran recepción por parte del público del programa, en el 2013 se decidió hacer la segunda temporada, que comenzó el 6 de abril teniendo nuevamente éxito en su segunda temporada, por lo que se realizó una tercera temporada en 2014.
En julio de 2017, comenzó a conducir el ciclo APP. Acercamos pasado y presente junto a Mariano Peluffo por la pantalla de Telefe. El programa finalizó meses después.
En noviembre de 2019, condujo la ceremonia de los Martín Fierro de Radio, por América TV, y al año siguiente en el mismo canal empezó a conducir Confesiones, secretos y canciones.
Desde junio de 2020, conduce el programa radial Sarasa con Mariano Peluffo en La 100.
En 2022, volvió en América TV junto a su compañero Tucu López, conducen el ciclo matutino Es por ahí.
En 2024 presentó su libro, una novela llamada "Yo tendría que estar muerta".

## Vida personal
Entre 2011 y 2019 estuvo casada con Claudio Contardi con quien tuvo dos hijos: Mateo, nacido en 2011, y Rocco, nacido en 2015.
Desde 2020 está en pareja con el músico Emanuel Ortega.
En 2025, comienza el Caso Prandi contra Contardi un proceso judicial en el que demanda a su exmarido Claudio Contardi. El 13 de agosto de 2025, Claudio Contardi fue condenado a 19 años de prisión.

## Filmografía
| Televisión       | Televisión                           | Televisión           | Televisión | Televisión |
| Año              | Título                               | Rol/Personaje        | Canal      |            |
| ---------------- | ------------------------------------ | -------------------- | ---------- | ---------- |
| 2001             | Poné a Francella                     | July Taboada         | Telefe     |            |
| 2001             | Buenos vecinos                       | Mara                 | Telefe     |            |
| 2002             | Franco Buenaventura, el profe        | Romina González      | Telefe     |            |
| 2004             | A reír                               | Otros personajes     | Red Global |            |
| 2004             | No hay 2 sin 3                       | Otros personajes     | Canal 9    |            |
| 2005             | Casados con hijos                    | Otros personajes     | Telefe     |            |
| 2005-2006        | El ojo cítrico                       | Conductora           | El Trece   |            |
| 2006             | Bailando por un sueño 3              | Participante         | El Trece   |            |
| 2007             | Coronados de Gloria                  | Conductora           | Canal 9    |            |
| 2008-2012        | Zapping                              | Conductora           | Telefe     |            |
| 2010             | Zapping Diario                       | Conductora           | Telefe     |            |
| 2012-2014        | Gracias por venir, gracias por estar | Conductora           | Telefe     |            |
| 2012             | Todos juntos 2012                    | Conductora           | Telefe     |            |
| 2017, 2019, 2022 | La Peña de Morfi                     | Conductora principal | Telefe     |            |
| 2017             | APP. Acercamos pasado y presente     | Conductora           | Telefe     |            |
| 2018             | Incorrectas                          | Panelista            | América TV |            |
| 2019             | Martín Fierro de Radio               | Conductora           | América TV |            |
| 2020             | Confesiones, secretos y canciones    | Conductora           | América TV |            |
| 2022             | Es por ahí                           | Conductora           | América TV |            |

### Radio
| Año           | Programa | Emisora |
| ------------- | -------- | ------- |
| 2020-presente | Sarasa   | La 100  |